# Begonia mannii
Espèce
Synonymes
- Begonia epiphytica Hook.f.[1]
- Begonia ndongensis Engl.[1]

Begonia mannii est une espèce de plantes de la famille des Begoniaceae. Ce bégonia est originaire d'Afrique. L'espèce a été décrite en 1864 par Joseph Dalton Hooker (1817-1911). Son épithète spécifique mannii rend hommage au botaniste allemand Gustav Mann qui récolta le spécimen type au Cameroun en 1862.

## Répartition géographique
Cette espèce est originaire des pays suivants : Cameroun ; Guinée Équatoriale ; Gabon ; Guinée ; Nigéria ; Sierra Leone ; Zaire.